# カムスエン県

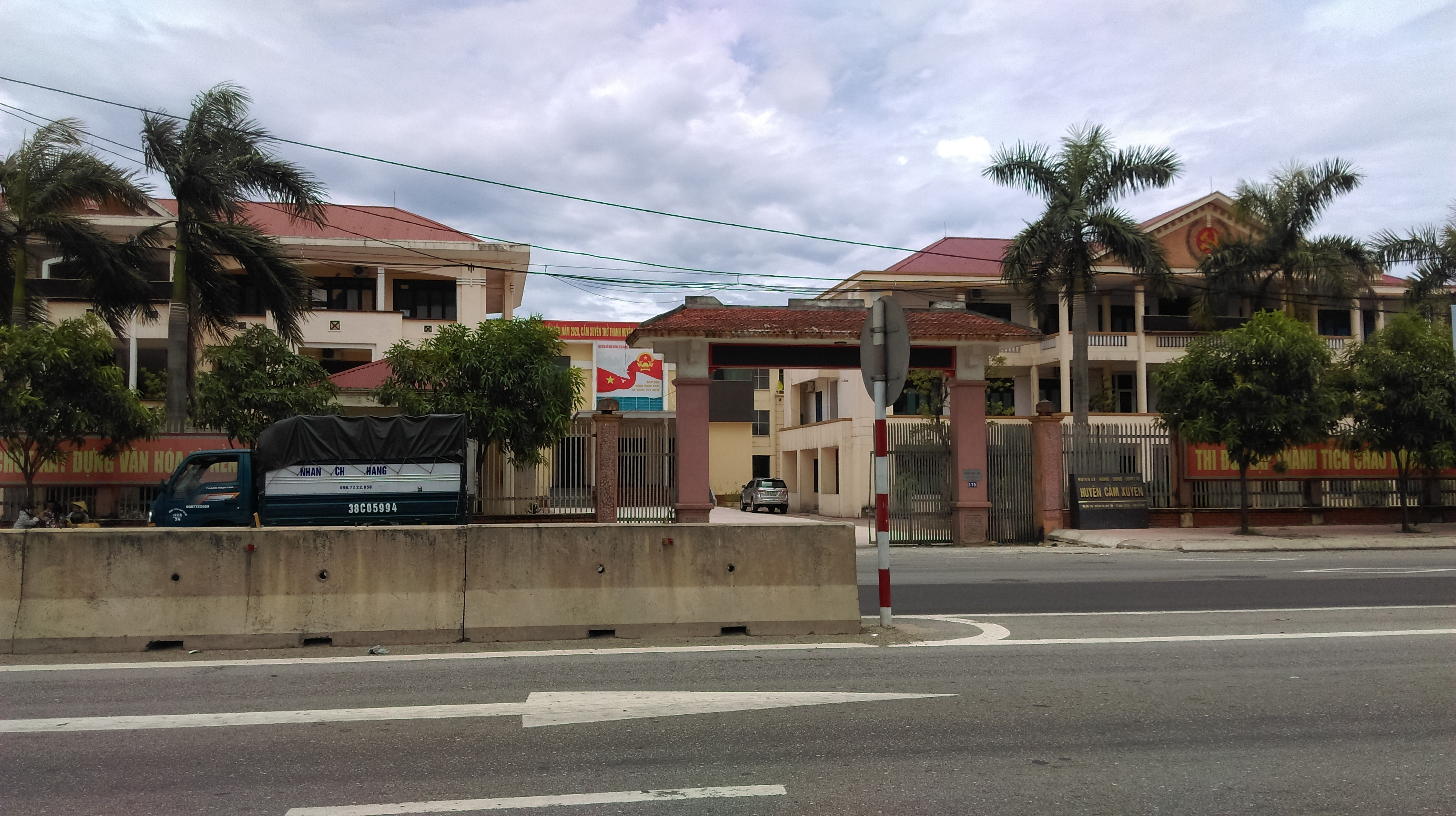
人民委員会

カムスエン県（カムスエンけん、ベトナム語：Huyện Cẩm Xuyên / 縣錦川? ）は、ベトナム社会主義共和国ハティン省の県。面積は635.5 km²、人口は153,000人（2018年）である。

## 行政区画
2市鎮21社を管轄する。